# 廣田不孤斎

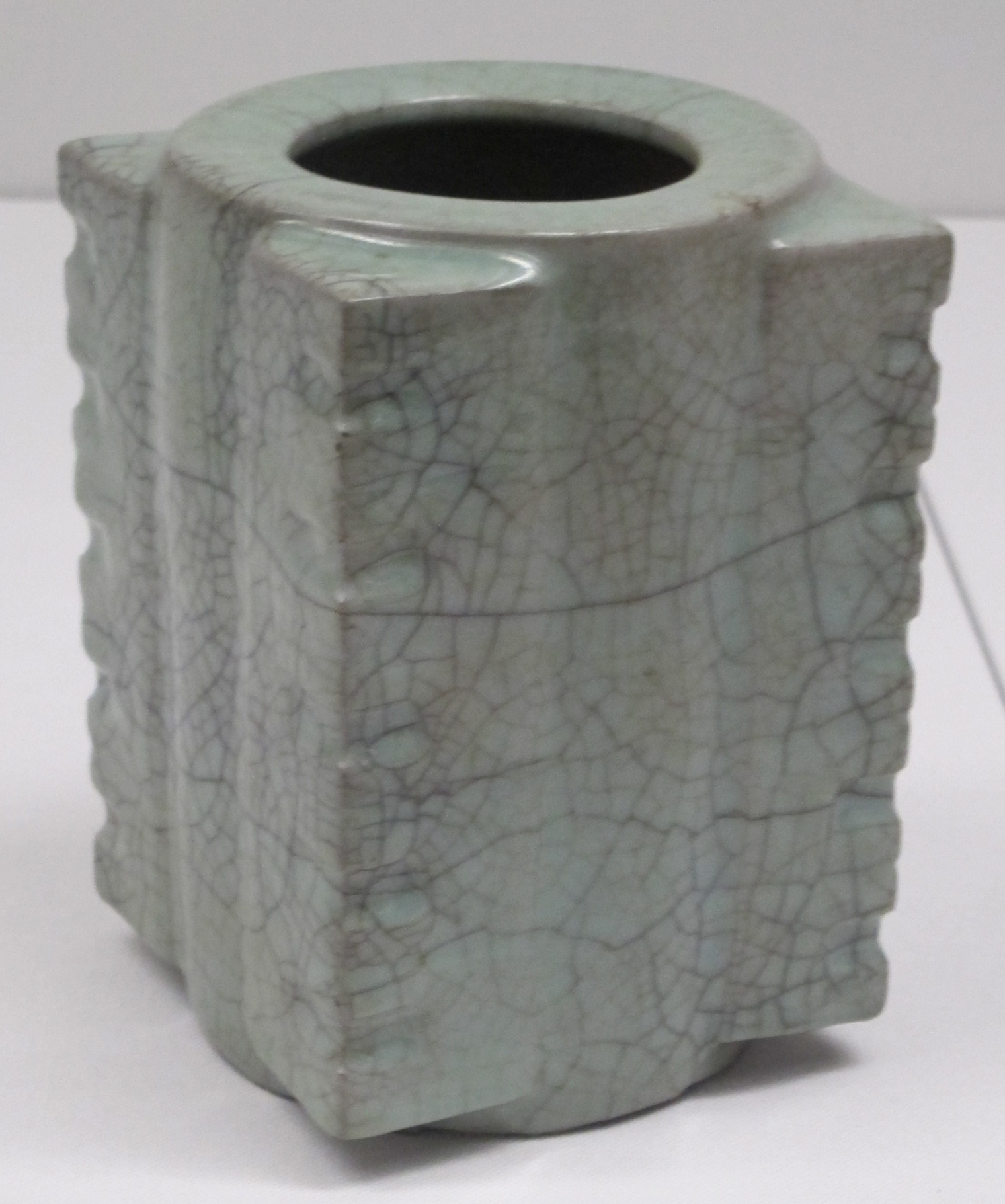
青磁琮形瓶（重要文化財）、南宋期の作で尾張徳川家伝来品。廣田コレクションの一つ。

廣田 不孤斎（ひろた ふっこさい、1897年（明治30年）5月5日 - 1973年（昭和48年）6月22日）は、大正から昭和期にかけて活動した日本の古美術商・蒐集家。本名は廣田 松繁（ひろた まつしげ）。東京日本橋の古美術店「壺中居」（こちゅうきょ）の共同創業者。
生業の傍ら蒐集した、中国陶磁を中心とするコレクションのほぼすべて496点を東京国立博物館に寄贈した。

## 来歴

### 生涯
富山県婦負郡八尾町（現・富山市）に生まれたが幼時に父親と死別し、1909年（明治42年）に12歳で上京して日本橋にあった神通薫隆堂に入る。1924年（大正13年）に、神田連雀町に盟友の西山保（俳号・南天子）とともに、古美術店「壺中居」を創業する（店名は壺中天の故事にちなむ）。
当時、中国で鉄道工事での発掘を機に知られるようになった唐三彩や、清末期に海外流出した明・清朝の官窯器が市場に現れたことの影響で、日本の古美術界では大正中頃より、茶道具中心の「用」を第一義とする旧来の愛好姿勢に対して、その対象外にあった中国・朝鮮・日本の陶磁に焦点を当てた、純然たる美的鑑賞を主体とする新たな風潮が高まってきていた。廣田はそれらいわゆる鑑賞陶器の世界の第一線で活躍した古美術商で、第二次世界大戦の終戦までにしばしば中国を訪れて古陶磁を請来し、岩崎小弥太・細川護立・横河民輔といった大蒐集家に納めている。
1938年（昭和13年）、壺中居の運営から退き、不孤斎と号する。
1949年（昭和24年）、壺中居の相談役に就く。
東京国立博物館へは、1947年（昭和22年）に5点、1967年（昭和42年）に1点、晩年の1972年（昭和47年）に490点、計496点の所蔵品を寄贈しており、その中には重要文化財指定品も含まれる。
1973年（昭和48年）、死去。同年、勲四等瑞宝章を受章する。
なお、鎌倉市の自宅（1955年（昭和30年）築）は鎌倉女子大学山ノ内学舎として現存している。

### 没後
- 1973年（昭和48年）9月 - 「広田松繁氏コレクション寄贈記念展」が、東京国立博物館東洋館特別陳列室にて開催された。
- 2006年（平成18年）4月 - 東京国立博物館所蔵　広田不孤斎コレクション「茶の湯の名品」展が、富山市佐藤記念美術館にて開催された。
- 2007年（平成19年）11月 - 東京国立博物館所蔵　広田不孤斎コレクション「中国陶磁の名品」展が、富山市佐藤記念美術館にて開催された。
- 2010年（平成22年）10月 - 秋季特別展　東京国立博物館蔵　広田不孤斎コレクション「茶の湯の名品」が、京都市の茶道資料館にて開催された。
- 2012年（平成24年）9月 - 東京国立博物館140周年特集陳列「広田不孤斎の茶道具」にて、寄贈品の中から茶道具類が展示された。

## 重要文化財指定された旧蔵品
以下はいずれも東京国立博物館の所蔵である。

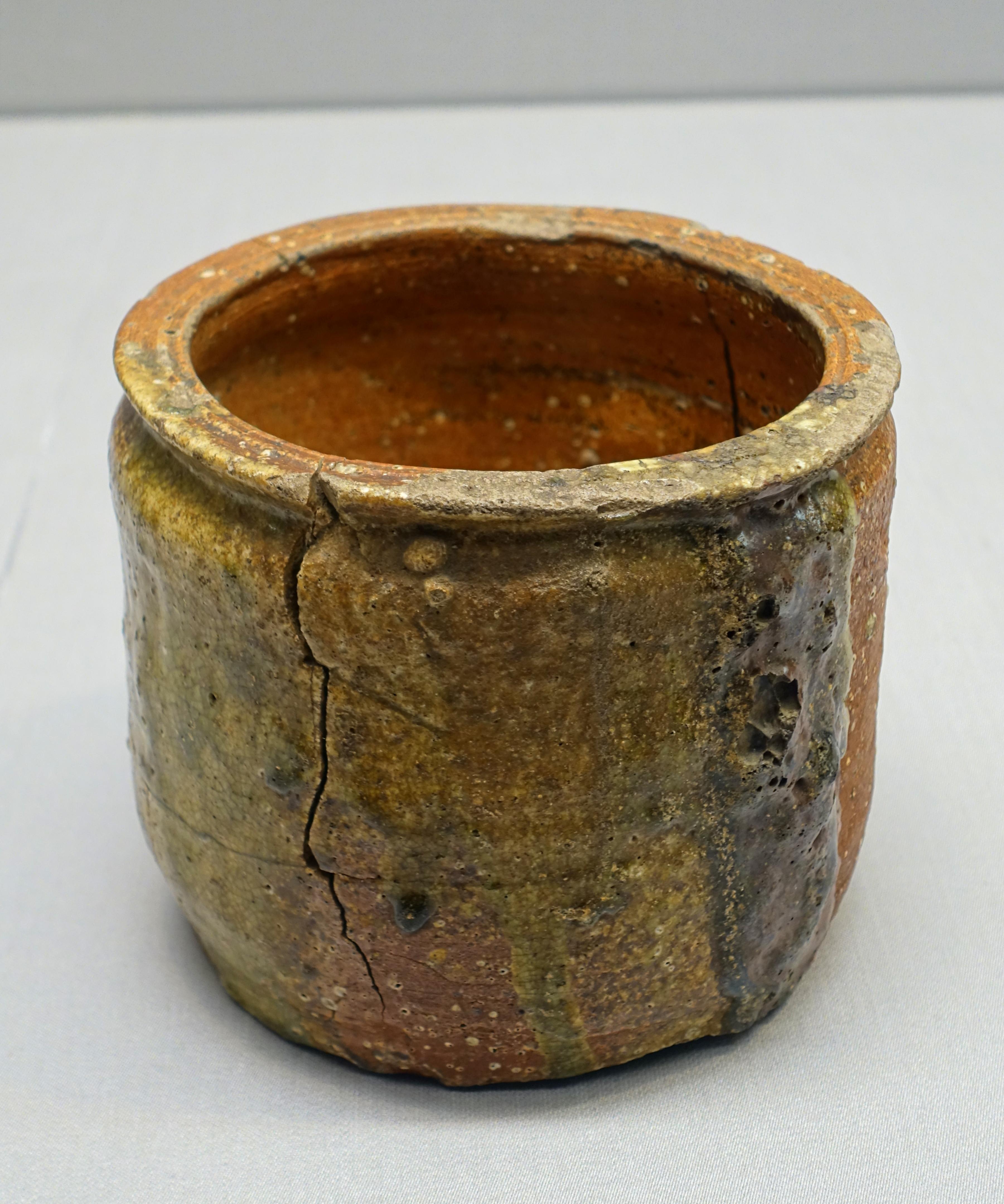
信楽一重口水指 銘 柴庵

- 青磁琮形瓶（せいじそうがたへい）、南宋官窯 中国 南宋時代・12～13世紀[10][11][12]
- 一重口水指 銘 柴庵（ひとえぐちみずさし めい　しばのいおり）、信楽 安土桃山時代・16世紀[13][14]
- 唐詩断簡（絹地切）、小野道風筆、絹本墨書、平安時代・10世紀[15][16]

## 著書
- 『歩いた道』求龍堂出版、1952年
- 『骨董裏おもて』ダヴィッド社、1957年
- 『世界の骨董遍歴』朝日新聞社、1967年
- 『骨董と友情』私家版、1969年
- 『骨董裏おもて』国書刊行会、2007年 ISBN 978-4-336-04806-6 （『歩いた道』、『骨董裏おもて』（1957年）を底本とした新装刊）

## 関連書籍
- 『寄贈 廣田松繁コレクション目録』東京国立博物館、1973年
- 『広田不孤斎コレクション 茶の美術編』東京国立博物館、2006年
- 『広田不孤斎コレクション 鑑賞陶器編』東京国立博物館、2007年